# Rodolfo Arruabarrena
Rodolfo Martín Arruabarrena, född 20 juli 1975 i Marcos Paz, Buenos Aires, är en argentinsk före detta fotbollsspelare (vänsterback) och numera förbundskapten för Förenade Arabemiraten. Han har både argentinskt och spanskt medborgarskap.

## Klubbkarriär

### Boca Juniors
Arruabarrena började sin professionella karriär 1993 med argentinska storklubben Boca Juniors, men blev 1996 utlånad till Rosario Central, där han spelade i sex månader. Efter återkomsten till Boca Juniors erhöll han en ordinarie plats i laget, och var med och vann den argentinska förstadivisionen säsongen 1998-1999 och Copa Santander Libertadores år 2000. Han spelade totalt 178 matcher för Boca, och gjorde sammanlagt 11 mål. 

### Villareal
År 2000 flyttade Arruabarrena från Boca Juniors till spanska Villareal. Här vann han snabbt en plats i startelvan, och fick också agera lagkapten vid flera olika tillfällen. Sedan den 9 december 2005 innehar han Villareals rekord för flest framträdanden i La Liga, efter att då ha spelat 178 matcher för klubben. 
Med Villareal vann Arruabarrena Intertotocupen 2003 och 2004. Hans mål i Champions league 2005-06 mot skotska Rangers och italienska Inter hjälpte Villareal att avancera till semifinal i klubbens allra första säsong i turneringen. 

### AEK Aten
3 maj 2007 tecknade Rodolfo Arruabarrena ett kontrakt med grekiska förstadivisionsklubben AEK Aten. Kontraktet löper över 2+1 år, med 800 000 euro per år för de två första åren samt eventuell förlängning till ett tredje år. 

## Landslagskarriär
Efter ett antal matcher med Argentinas U20-landslag fick Arruabarrena sin första chans med seniorlaget i en match mot Paraguay år 2000. Han har totalt spelat nio matcher för landslaget, bland annat mot Brasilien, Spanien och Frankrike. Arruabarrena var senast uttagen till en vänskapsmatch mot Chile 18 april 2007, men fick aldrig lämna bänken. 